# داراختر گلوارغوانی
داراختر گلوارغوانی (نام علمی: Philodice mitchellii) یک گونه از مرغ‌های مگس در تبار عسل‌نوش‌تباران (Mellisugini) از زیرتیرهٔ مگس‌مرغیان (Trochilinae)، «مرغ‌های مگس زنبوری» است. در کلمبیا، اکوادور و پاناما یافت می‌شود.
همه آرایه‌شناسان باور دارند که داراختر گلوارغوانی تک‌نماد است.